# Letaba noa
Letaba noa là một loài bướm đêm trong họ Noctuidae.